# Ружа Рок
Ружа Рок, також Ружа Роккова (народилася 27 травня 1881 у Кракові, померла 25 листопада 1926 у Відні ) — голова Єврейського будинку сиріт у Кракові в 1918-1926 роках, громадська діячка та меценат єврейського походження.

## Біографія
Народилася 27  травня 1881   у Кракові в єврейській родині Гроссманів  . Вона навчалася у сфері управління дитячими будинками в Німеччині, напр. у Франкфурті  .
Вона була одружена з Лазажом Роком, краківським міським радником, який також працював будівельником і архітектором  . Була соціально активною, підтримуючи кампанії зі збору одягу та взуття для біженців і жертв Першої світової війни, або піклуючись про сиріт з Нікольсбурга  . У 1918 році почала керувати Товариством ізраїльських жінок Кракова для захисту та виховання сиріт «Мегадле Єсомім» , обіймаючи цю посаду до самої смерті  . У 1922 році організація змінила назву на Товариство виховного закладу для ізраїльських сиріт у Кракові «Bet Megadle Jesomim»  . 25 жовтня 1918 року Рок перейшла на посаду президента Єврейського будинку сиріт, розташованого на вулиці Дітла, 64  . Завдяки її відданості та інтенсивній діяльності Ружа Рок стала впізнаваною серед краківських активістів . Її метою було покращити умови проживання дітей у різних навчальних закладах Кракова  . Прийнявши управління Єврейським сирітським будинком, вона суттєво змінила приміщення  . Її називали «матір'ю єврейських сиріт»   .
У 1922-1923 роках вона ініціювала капітальний ремонт і перебудову Єврейського будинку сиріт   до того вигляду, який будівля зберегла донині  . Автором проекту був Лазаж Рок, який також керував будівельними роботами  . Гроші на ремонт центру надав Комітет допомоги польським євреям  . Роки також фінансово підтримали розширення закладу   . Офіційне відкриття оновленого дитячого будинку відбулося 26 жовтня 1924 року  . У заході взяли участь Віце-президент Кракова Кароль Ролле, який у своїй промові наголосив на заслугах Рок у повній зміні закладу  . Отримана будівля з класицистичним фасадом характеризувалася великою кількістю великих вікон, які мали достатньо освітлювати кімнати  .
У листопаді 1924 року Рок стала скарбником Асоціації піклування про єврейських сиріт у Західній Малопольщі – ініціативи, метою якої було організувати місцеву структуру самодопомоги замість підтримки Американського єврейського спільного розподільчого комітету  . Спілці було підпорядковано 37 місцевих комітетів, у віданні яких знаходилось 69 дитячих будинків  . У 1926 році Ружа Рок повідомила Спілці про можливість поширення опіки над єврейським сирітським будинком на всю територію міста, після чого статус її установи було змінено на позаінституційну опіку та нагляд за всіма заклади опіки для дітей-сиріт у Кракові  .
Досі керуючи єврейським сирітським будинком, Рок ініціювала створення єврейського сирітського гуртожитку Асоціації єврейських ремісників Зомер Умонім  . У 1926 році вона отримала кошти на будівництво завдяки власноруч організованим колекціям  та підтримці American Jewish Joint Distribution Committee  .
Вона померла 25 листопада 1926 року у Відні  через ускладнення після операції з приводу раку   до завершення проекту  . Будівлю закладу збудовано у 1929–1930 роках за адресою: вул. Підбережжя, 6  . Реконструкцією 1930 року керував Бернард Біркенфельд  . У гуртожитку проживали колишні вихованці Єврейського притулку 14–18 років, які готувалися до іспитів на підмайстра  .Рожу Рок поховали на єврейському цвинтарі на вул. Мьодовій  . Її некролог з'явився на першій сторінці « Nowy Dziennik »  . Єврейський дитячий будинок був названий на її честь  .

## Виноски
1. 1 2 3 4 5 6 7 8 9 10 11 12 13 14 15 16 17 18 19 20  Pieczek, 2011.
2. 1 2 3  Bursa Sierot Żydowskich Stowarzyszenia Szomer Umonim (ul. Podbrzezie 6)
3. 1 2 3 4  Róża Rock (пол.)
4. 1 2 3 4 5 6 7  Koźlik, 2014.
5. 1 2 3  Koźlik.
6. 1 2 3 4 5  Łapot, 2005.